# Bertula ruptistigma
Bertula ruptistigma là một loài bướm đêm trong họ Erebidae.